# مادر میلیون‌ها
مادر میلیون‌ها (نام علمی: Kalanchoe delagoensis) و همچنین (Bryophyllum delagoense) می‌باشد یک نوع کاکتوس آبدار بومی ماداگاسکار است. همچنین به اسامی دیگری همچون مادر میلیونها فرزند، ستون فقرات شیطان و لوستر گیاهی مشهور است. توانایی این گونه در تولید مثل رویشی و تحمل بالا به شرایط خشکی باعث شده‌است به عنوان گیاهی زینتی مطرح گردد و همچنین رشد و استقامت این گیاه آن را به رقیبی برای گیاهان دیگر در محیط غیر بومی خود تبدیل کرده‌است. گیاهچه‌هایی که در انتهای هر برگ رشد می‌کنند پس از سقوط در هر شرایطی که قرار بگیرند توانایی تولید ریشه دارند و پس از مدتی تبدیل به یک گیاه کامل می‌شوند. این توانایی قدرتمند و سازگار با شرایط مختلف در تولید مثل دلیل نامگذاری این گونه گیاهی به مادر هزاران است. در شرایط ایدئال تا ارتفاع ۱ متری و برگهایش نیز بین ۱۵ تا ۲۰ سانتیمتر رشد می‌کنند.
مادر میلیون‌ها با افزودن گلیکوزیدهای قلبی به خاک باعث سمی شدن آن و ایجاد مسمومیت‌های کشنده برای حیوانات چرنده مثل گاو می‌شود.